# Домингус-Моран

Домингус-Моран на карте штата.

Домингус-Моран (порт. Domingos Mourão) — муниципалитет в Бразилии, входит в штат Пиауи. Составная часть мезорегиона Северо-центральная часть штата Пиауи. Входит в экономико-статистический микрорегион Кампу-Майор. Население составляет 4264 человек на 2010 год. Занимает площадь 846,844 км². Плотность населения — 5,04 чел./км².

## Демография
Согласно сведениям, собранным в ходе переписи 2010 г. Национальным институтом географии и статистики (IBGE), население муниципалитета составляет:
| Полное население                               | Полное население                               | Полное население                               | Полное население                               | 4264  |
| ---------------------------------------------- | ---------------------------------------------- | ---------------------------------------------- | ---------------------------------------------- | ----- |
| в том числе:                                   | Городское население                            | 958                                            | Процент городского населения, %                | 22,47 |
|                                                | Сельское население                             | 3306                                           | Процент сельского населения, %                 | 77,53 |
|                                                | Мужское население                              | 2156                                           | Процент мужского населения, %                  | 50,56 |
|                                                | Женское население                              | 2108                                           | Процент женского населения, %                  | 49,44 |
| Плотность населения, чел/км²                   | Плотность населения, чел/км²                   | Плотность населения, чел/км²                   | Плотность населения, чел/км²                   | 5,04  |
| Население муниципалитета в % к населению штата | Население муниципалитета в % к населению штата | Население муниципалитета в % к населению штата | Население муниципалитета в % к населению штата | 0,14  |

По данным оценки 2016 года, население муниципалитета составляет 4290 жителей.

## Статистика
- Валовой внутренний продукт на 2003 год составляет 6 754 520,00 реалов (данные: Бразильский институт географии и статистики).
- Валовой внутренний продукт на душу населения на 2003 год составляет 1575,22 реалов (данные: Бразильский институт географии и статистики).
- Индекс развития человеческого потенциала на 2000 год составляет 0,546 (данные: Программа развития ООН).